# 小行星21648
小行星21648（21648 Gravanschaik）是一颗绕太阳运转的小行星，为主小行星带小行星。该小行星于1999年7月12日发现。

## 轨道参数
小行星21648的轨道半长轴为2.5999695 UA，离心率为0.23。